# Targante
Targante  (in arabo تاركانت‎?) è un centro abitato e comune rurale del Marocco situato nella provincia di Essaouira, regione di Marrakech-Safi. Conta una popolazione di 7 605 abitanti (censimento 2014).